# Episodi di Cin cin (sesta stagione)
La sesta stagione della serie televisiva Cin cin è andata in onda negli USA dal 24 settembre 1987 al 5 maggio 1988 sul canale NBC.
Con una media di telespettatori stimati di 20 730 000 ha raggiunto il 3º posto nella classifica degli ascolti secondo il Nielsen Rating.
| nº | Titolo originale                        | Titolo italiano                         | Prima TV USA      | Prima TV Italia |
| -- | --------------------------------------- | --------------------------------------- | ----------------- | --------------- |
| 1  | Home is the Sailor                      | Home is the Sailor                      | 24 settembre 1987 |                 |
| 2  | 'I' on Sports                           | 'I' on Sports                           | 1º ottobre 1987   |                 |
| 3  | Little Carla, Happy at Last (1)         | Little Carla, Happy at Last (1)         | 15 ottobre 1987   |                 |
| 4  | Little Carla, Happy at Last (2)         | Little Carla, Happy at Last (2)         | 22 ottobre 1987   |                 |
| 5  | The Crane Mutiny                        | The Crane Mutiny                        | 29 ottobre 1987   |                 |
| 6  | Paint Your Office                       | Paint Your Office                       | 5 novembre 1987   |                 |
| 7  | The Last Angry Mailman                  | The Last Angry Mailman                  | 12 novembre 1987  |                 |
| 8  | Bidding on the Boys                     | Bidding on the Boys                     | 19 novembre 1987  |                 |
| 9  | Pudd'nhead Boyd                         | Pudd'nhead Boyd                         | 26 novembre 1987  |                 |
| 10 | A Kiss is Still a Kiss                  | A Kiss is Still a Kiss                  | 3 dicembre 1987   |                 |
| 11 | My Fair Clavin                          | My Fair Clavin                          | 10 dicembre 1987  |                 |
| 12 | Christmas Cheers                        | Christmas Cheers                        | 17 dicembre 1987  |                 |
| 13 | Woody For Hire Meets Norman of the Apes | Woody For Hire Meets Norman of the Apes | 7 gennaio 1988    |                 |
| 14 | And God Created Woodman                 | And God Created Woodman                 | 14 gennaio 1988   |                 |
| 15 | Tale of Two Cuties                      | Tale of Two Cuties                      | 21 gennaio 1988   |                 |
| 16 | Yacht of Fools                          | Yacht of Fools                          | 4 febbraio 1988   |                 |
| 17 | To All the Girls I've Loved Before      | To All the Girls I've Loved Before      | 11 febbraio 1988  |                 |
| 18 | Let Sleeping Drakes Lie                 | Let Sleeping Drakes Lie                 | 18 febbraio 1988  |                 |
| 19 | Airport V                               | Airport V                               | 25 febbraio 1988  |                 |
| 20 | The Sam in the Gray Flannel Suit        | The Sam in the Gray Flannel Suit        | 3 marzo 1988      |                 |
| 21 | Our Hourly Bread                        | Our Hourly Bread                        | 10 marzo 1988     |                 |
| 22 | Slumber Party Massacre                  | Slumber Party Massacre                  | 24 marzo 1988     |                 |
| 23 | Bar Wars                                | Bar Wars                                | 31 marzo 1988     |                 |
| 24 | The Big Kiss-Off                        | The Big Kiss-Off                        | 28 aprile 1988    |                 |
| 25 | Backseat Becky, Up Front                | Backseat Becky, Up Front                | 5 maggio 1988     |                 |